# Gaál Gábor Kör
A Gaál Gábor Kör a román írószövetség kolozsvári fiókjának, majd a Kolozsvári Írók Társaságának irodalmi alkotó- és vitaköre.

## Története

### 1956–1968
1956 végén alakul, amikor a Makszim Gorkij Kör felveszi Gaál Gábor nevét. Pár hónapi megszakítást követően 1957 októberében szervezik újjá Baróti Pál, Lászlóffy Aladár és Szépréti Lilla vezetésével. Tagjai között idősebb munkások és egyetemi hallgatók is vannak. A mai Ștefan cel Mare téri Művelődési Házban tartották üléseiket kéthetente, a felolvasók között szerepel Bölöni Sándor, Jancsik Pál, Kántor Lajos, Lászlóffy Csaba, Mezei József, Szekernyés János, Szilágyi Domokos, Veress Zoltán. Belőlük alakul ki az első Forrás-nemzedék.
1959-ig Szépréti Lilla, 1960 és 1963 között Bágyoni Szabó István a kör elnöke, az ülések színhelye ekkor a Béke téri új Diákművelődési Ház. A Gaál Gábor Körbe beolvad az egyetemi hallgatók Csehi Gyula vezette irodalmi köre is. Ezután a munkásírók, az idősebb korosztályúak mellett többségbe kerülnek a főiskolások. A filológusokon kívül konzervatóriumi, műegyetemi, képzőművészeti és teológiai hallgatók is látogatják. Az Írószövetség részéről Szabó Gyula, majd Baróti Pál az irányító, a gyakoribb felolvasók: Cseke Gábor, Komzsik István, Krizsán Zoltán.
1963 őszén Bodor Pál veszi át irányítását, s rövidesen rangos irodalmi-esztétikai-társadalomtudományi vitafórummá alakítja. Jeles előadókat hívnak meg, fiatal színészek olvassák fel a megvitatandó műveket, írók és kritikusok mondanak bírálatot róluk, miután két köri tag előzetesen felkészül a véleményezésre. A versek mellett prózát, rádiójátékot is megvitattak. Megjelent és készülő Forrás-kötetekről — Lászlóffy Csaba, Köntös-Szabó Zoltán, Kiss János, Király László munkáiról stb. — folytattak eszmecserét. A minden pénteken sorra kerülő ülések mellett vasárnapi élménygyűjtő kirándulást és műteremlátogatást (Szervátiuszéknál) rendeztek. Megszervezték a magyar irodalmi körök találkozóját.
A kör magvát ekkor egymást követő évfolyamokon tanuló filológus hallgatók alkották: Aradi József, Apáthy Géza, Balázs András, Csiki László, Farkas Árpád, Gálfalvi György, Király László, Kocsis István, Magyari Lajos, Molnos Lajos, Tömöri Péter, Znorovszky Attila, s hozzájuk csatlakozott az alsóbb évfolyamokról Cseke Péter, Éltető József, Cs. Gyimesi Éva, Kenéz Ferenc, Paizs Tibor, Vári Attila. A kör elnöke ekkor Molnos Lajos, őt két, majd négy vezetőségi tag segítette. Ebben az időben vált a Gaál Gábor Kör országosan ismertté. Három képviselője részt vett az egyetemi hallgatók köreinek 1965 őszén megrendezett szinajai találkozóján. Farkas Árpád versei itt díjat nyertek. A kör tevékenységéről rendszeresen beszámolt az Utunk, a tagok írásait közölte az Ifjúmunkás, Utunk, Korunk, Igazság, Előre, s fordításban több román lap. Egymás után megjelenő köteteik révén a második Forrás-nemzedékként váltak ismertté. Ekkor állt össze a körön rendszeresen részt vevő Lászlóffy Aladár szerkesztette Vitorla-ének című antológia (1967) anyaga, nagyrészt a köri tagok verseiből.
1966 végén a Bukarestbe távozó Bodor Pál helyébe Fodor Sándort bízzák meg a kör irányításával. Ágoston Hugó, Balla Zsófia, Ferencz S. István, Kovács Katalin, Kozma Mária, Molnár Gusztáv, Salamon Anikó, Szabó Zsolt, Zirkuli Péter a gyakoribb felolvasók, vitatkozók.

### 1968–1981
Miután 1964 elejétől a kör az Írószövetség Egyetem utcai székházában ülésezett, 1968 őszén a Nyelv- és Irodalomtudományi Kar Horea úti épületébe költöztetik, Láng Gusztáv lesz a vezetője, ifjúsági elnöke Irinyi Kiss Ferenc, majd Németi Rudolf. Az 1967-ben meginduló Echinox több-kevesebb rendszerességgel közli a kör híreit és a felolvasott műveket. 1970 elején újra visszatérnek az Írószövetség üléstermébe, Jancsik Pál veszi át az irányítást, az ifjúsági elnök 1971 és 1973 között Markó Béla. Ezekben az években Adonyi Nagy Mária, Ágoston Vilmos, Kereskényi Sándor, Kiss András, Kozma Mária, Molnár Gusztáv, Mózes Attila, Murgu Pál, Oláh János, Sebestyén Mihály, Soltész József, Sütő István, Szávai Géza, Szász László, Tamás Gáspár Miklós felolvasásai tűnnek ki a köri munkában. A most induló költők verseiből a Jancsik Pál szerkesztette Varázslataink című antológia (1974) nyújt ízelítőt. A körben jelentkeznek a filozófiai esszéírók is, felolvasásaikat az Echinox hozza, ők 1971-ben a Bölcsészeti Karon alakult Diotima-kör Bretter György vezetésével megindított magyar tagozatán teremtenek maguknak önálló fórumot. Ez a generáció alkotja a harmadik Forrás-nemzedék magvát.
1973 és 1975 között Aradi József a Gaál Gábor Kör írószövetségi irányítója, elnöke Györffi Kálmán, Boér Géza és Sipos András. Az irodalmi vitaülések mellett gyakran meghívottakkal beszélgetnek el, vendégül látják a Camerata Transylvanica és a Harmat zenei együtteseket, felveszik a kapcsolatot az egyetemi központ diákrádiójának Visszhang című magyar adásával, tárlatot rendeznek, színjátszó csoportot alakítanak. Közérdeklődést kelt az Echinoxról és a diákszínjátszás helyzetéről folytatott megbeszélésük. 1975–76-ban Szőcs Géza és Boér Géza teszi megint irodalomcentrikussá a kört, és Cselényi Béla, Egyed Péter, Gagyi József, Horváth Sz. István, Hudy Árpád, Kőrössi P. József vesznek cselekvő részt a köri munkában.
1970 telétől évenként felfrissülő négy-öt tagú vezetőség áll a kör élén, tagjai: Beke Mihály András, Bréda Ferenc, Bretter Zoltán, Cselényi Béla, Csibi Károly, Gagyi József, Keszthelyi András, Lengyel Ferenc, Sipos András. A gyakoribb felolvasók: Hunyadi Mátyás, Józsa Márta, Kis Géza, Kozma Szilárd, Lőrincz Csaba, Palotás Dezső, Salat Levente, Vass Levente, Visky András, Zudor János. Írószövetségi irányítójuk 1977 és 1981 között Balla Zsófia, 1981-től egyedül Cselényi Béla vezeti a kört. A szokásos ön-képzőköri üléseken kívül gyakran rendeznek találkozót idősebb írókkal, megtárgyalnak Forrás-köteteket, kisfilmeket, happeningeket. Évente kiosztják az év legrosszabb könyvének a “High fej” díját. 1979 áprilisában megszervezik a Gaál Gábor-köri napokat, amelyek keretében szonettversenyre is sor kerül. Az Echinox mellett állandó fórumuk egy ideig az Igazság Fellegvár oldala, verseikből Ágoston Vilmos állított össze antológiát Kimaradt szó címmel (1979).